# Teobaldo Depetrini
Teobaldo „Baldo“ Depetrini (* 12. März 1913 in Vercelli; † 8. Januar 1996 in Turin) war ein italienischer Fußballspieler und -trainer.
Depetrini galt als aggressiver und laufstarker Mittelfeldspieler mit starker Physis und guten technischen Qualitäten.

## Spielerkarriere

### Verein
Teobaldo Depetrini begann seine fußballerische Laufbahn in seiner Heimatstadt bei der SG Pro Vercelli, wo er am 31. Mai 1931 im Alter von 18 Jahren unter József Nagy sein Debüt in der Serie A gab.
Nach drei Spielzeiten bei Pro Vercelli, wo er unter anderem mit Silvio Piola zusammen spielte, wurde Depetrini im Sommer 1933 von Juventus Turin, dem Serienmeister der damaligen Zeit, verpflichtet. Im Spiel der Turin wurde der Mittelfeldspieler nach dem Rücktritt von Luigi Bertolini endgültig zu einer der tragenden Säulen. Depetrini und absolvierte bis 1949 – mit einer Unterbrechung bedingt durch den Zweiten Weltkrieg – insgesamt 387 Partien und gewann dabei jeweils zweimal die Italienische Meisterschaft und die Coppa Italia.
Im Alter von 36 Jahren verließ Depetrini die Juve in Richtung des Lokalrivalen Torino Calcio, der nach dem Flugunfall von Superga, bei dem im Mai 1949 beinahe die gesamte Profimannschaft ausgelöscht worden war, dringend erfahrene Spieler benötigte. 1951 beendete Depetrini nach insgesamt 400 Partien in Italiens höchster Spielklasse seine aktive Laufbahn bei Torino.

### Nationalmannschaft
Sein Debüt in der italienischen Nationalmannschaft gab Depetrini am 17. Mai 1936 unter Vittorio Pozzo beim 2:2-Unentschieden im Freundschaftsspiel gegen Österreich in Rom. Auch wegen der erheblichen Konkurrenz auf seiner Position im Mittelfeld, brachte Depetrini bis 1946 nur auf insgesamt zwölf Länderspiele.

## Trainerkarriere
Nach einigen Engagements bei kleineren Vereinen, darunter auch Pro Vercelli, die mittlerweile viertklassig spielten, kehrte Teobaldo Depetrini 1958 zu Juventus Turin zurück und startete in die Saison 1958/59 als Co-Trainer des Jugoslawen Ljubiša Broćić. Nach dessen Ablösung im November 1958 – Juventus hatte unter anderem nach einem 0:7 gegen den Wiener Sport-Club in der Vorrunde des Europapokals der Landesmeister ausgeschieden – beerbte er Broćić. Depetrini führte die Mannschaft um das Magische Trio Giampiero Boniperti, John Charles und Omar Sívori zu Rang vier in der Serie A sowie zum dritten Coppa-Italia-Sieg der Vereinsgeschichte. Zur neuen Saison beerbte ihn Renato Cesarini als Juve-Trainer. Danach betreute er bis 1969 weiter unterklassige Vereine.
Teobaldo Depetrini starb im Januar 1996 im Alter von 82 Jahren in Turin und liegt auf dem dortigen Cimitero monumentale begraben.

## Erfolge
Als Spieler
- Italienische Meisterschaft: 1933/34, 1934/35
- Coppa Italia: 1937/38, 1941/42

Als Trainer
- Coppa Italia: 1958/59